# Chingmy Yau

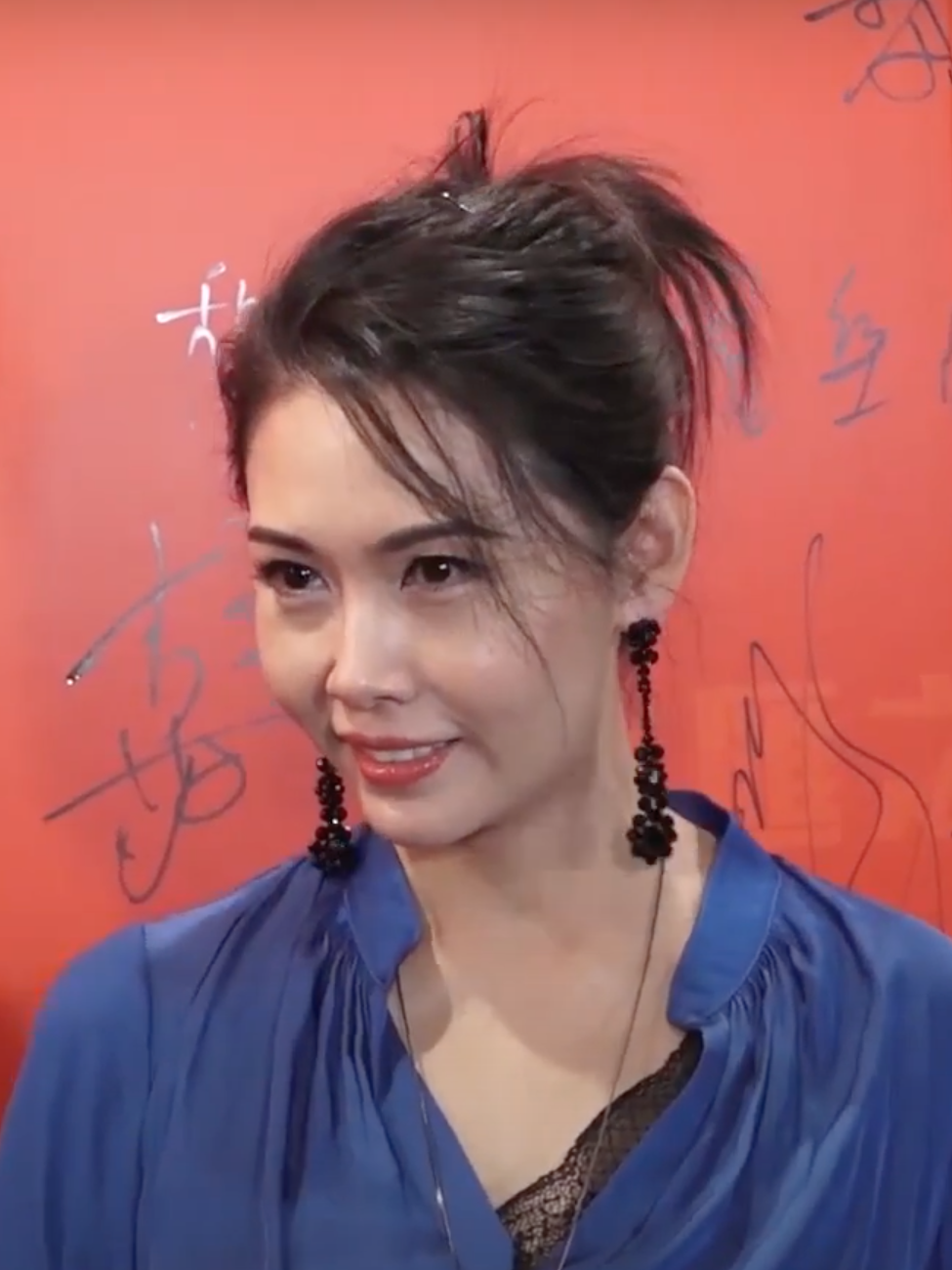
Chingmy Yau, 2018

Chingmy Yau Suk-Zing (chinesisch 邱淑貞 / 邱淑贞, Pinyin Qiū Shūzhēn, Jyutping Jau1 Suk1zing1, kantonesisch Yau Suk-ching; * 16. Mai 1968 in Hongkong) ist eine chinesische Schauspielerin, die in Hongkong-Spielfilmproduktionen auftrat. Sie spielte u. a. an der Seite von Simon Yam, Jackie Chan, Stephen Chow, Andy Lau, Jordan Chan, Ekin Cheng und Jet Li.

## Leben und Werk
Chingmy Yau wurde 1987 bei einem Schönheitswettbewerb zu Miss Hong Kong gekürt und dadurch bekannt.
Sie war eine der führenden Schauspielerinnen in den späten 1980er und frühen 1990er Jahren. Ihre Partnerinnen waren Maggie Cheung, Brigitte Lin und Cheung Man. Sie wurde zudem durch viele Cat III-Filme bekannt. Der bekannteste Film mit ihr war Naked Killer, der auch in Deutschland erschien und eine große Fangemeinde hat.
Im Jahr 1999 heiratete sie den Geschäftsmann und Vorstandsvorsitzenden der Modekette I.T Limited Sham Kar Wai (沈嘉偉), mit dem sie drei Kinder hat. Gleichzeitig verkündete sie das Ende ihrer Filmkarriere.

## Filmografie (Auswahl)
- 1989: They came to rob Hong Kong
- 1989: The Romancing Star 3
- 1992: Naked Killer
- 1992: Casino Tycoon
- 1993: Ghost Latern
- 1993: Royal Tramp
- 1993: Future Cops
- 1993: City Hunter
- 1993: Kung Fu Cult Master
- 1994: Return to A Better Tomorrow
- 1994: Legend of the Red Dragon
- 1994: Return of God of Gamberls (Hard Game)
- 1995: High Risk (Total Risk)
- 1996: Devil 666
- 1996: Young and Dangerous 2
- 1996: Young and Dangerous 3